# 3398 Stättmayer
A 3398 Stättmayer (ideiglenes jelöléssel 1978 PC) a Naprendszer kisbolygóövében található aszteroida. Hans-Emil Schuster fedezte fel 1978. augusztus 10-én.